# Parco di Terramaini
Il parco di Terramaini è un parco cittadino di Cagliari, situato a Pirri.

## Storia
Il parco occupa l'area del preesistente aeroporto di Monserrato. L'aeroporto fu abbandonato nel 1937, sostituito dall'aeroporto di Cagliari-Elmas, venendo però riutilizzato nel corso della seconda guerra mondiale ma finendo poi distrutto dai bombardamenti di Cagliari del 1943.

## Descrizione
La rete di canali artificiali di Cagliari, dei quali quello di Terramaini rappresenta il più importante, nasce all'inizio del XX secolo con molteplici scopi: effettuare una bonifica agraria del territorio, consentire la fluitazione, favorire il ricambio dell'acqua dolce con l'acqua di mare per potenziare le saline di Molentargius e permettere la costruzione di viale Guglielmo Marconi. Il canale di Terramaini, chiamato anche riu Saliu in sardo, dà il nome al parco rappresentandone il suo confine. Venne creato negli anni 1920 ed è navigabile grazie alla sua larghezza che arriva anche a 60 metri e fu inquinato dalle acque reflue fino ai primi anni 1990, nel 1997 si ebbe l'avvio dei lavori per la creazione del parco. Gli interventi furono finanziati dal comune di Cagliari, dalla Regione Autonoma della Sardegna e dal Ministero delle finanze.
Il parco di espande per 114 704 m², è stato inaugurato a metà 2006 ed è opera degli ingegneri Paolo Pintor e Raimondo Congiu. Al suo interno è presente un lago artificiale abitato dai fenicotteri rosa, che rende possibile l'osservazione degli uccelli tramite una passerella pedonale.